# Geschichtsklitterung

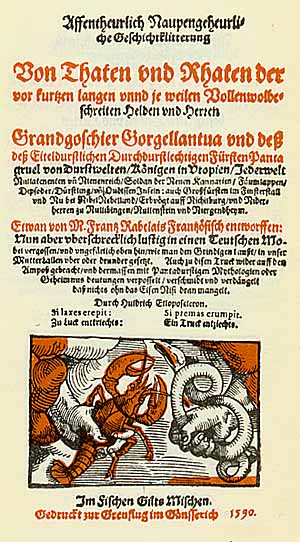
Page de titre de l'édition de 1590

Paru en 1575, Affenheurliche und ungeheurliche Geschichtschrift von Leben ratten und Thaten der vor Langerweilen Vollenwohlbes chaiten Helder und Henn Grandgusier Gargantua und Pantagruel est un roman satirique de Johann Fischart  réédité à partir de 1582 sous le titre plus connu de Affenteurliche Naupengeheurliche Geschichtklitterung, et remanié une troisième fois par l'écrivain en 1590. 

## Présentation
Traduction libre du Gargantua de Rabelais, cet ouvrage, considéré comme l'une des premières grandes expériences littéraires en langue allemande, est largement amplifiée au cours de ses différentes versions, jusqu'à être trois fois plus longue que l'original .  Comprenant des passages en allemand, en grec, en latin, en néerlandais et en italien, le roman a été surnommé le « Finnegans Wake du XVIe siècle ».
Contrairement au philosophe Francis Bacon, Fischart était convaincu que la méthode expérimentale ne se limitait pas aux sciences naturelles. Tout en conservant des traces du roman rabelaisien, la Geschichtsklitterung permet à l'écrivain de déployer sa propre érudition et sa créativité.
Inaugurant la réception de Rabelais en pays germanophone, cette « traduction libre » que représente la Geschichtsklitterung de Johann Fischart exerce une influence notable sur la lecture et l'influence de l'écrivain tourangeau en Allemagne, comme l'illustrera Johann Gottlob Regis au XIXe siècle, auteur de la première traduction allemande de la geste rabelaisienne dans son ensemble et d'un commentaire de deux volumes.

## L'humanisme alsacien auXVIesiècle
Au XVIe siècle, l'Alsace est « l'une des régions-phares de l'humanisme de l'Europe du Nord ». L'humanisme alsacien se rattache alors à l'aire culturelle allemande. En tant qu'adaptation érudite en langue vernaculaire, la Geschichtsklitterung du moraliste satirique Johann Fischart, « qui a connu un énorme succès de son vivant », s'inscrit  dans la littérature populaire alsacienne du XVIe siècle, « fortement marquée par la tradition de l'humour, de la dérision et de la verve satirique ». Monique Samuel-Scheyder note cependant que dans cette « transposition débridée du Gargantua de Rabelais, enrichie d'une foule de proverbes, de dictons, de farces » et « d'une époustouflante richesse et truculence verbale », l'esprit rabelaisien de la Renaissance cède sur le fond la place à la morale austère de la Réforme. L'ironie fine de Rabelais, qui fustige l'intolérance et parodie des romans de chevalerie, se transforme chez Fischart en une satire morale contre certains vices et les modes stupides et vaines.

## Une transposition créatrice et expérimentale
Dès l'édition de 1575, la Geschichtsklitterung  se présente comme  un gâteau (Kuchen) qui se propose de réunir des traditions comiques et satiriques. Le roman original est ainsi conçu comme le support de ramifications et d'amplifications démesurées, associant comme son modèle discours savants, culture populaire et humour grivois. Fischart se livre à une double pratique d'extraction et d'« entrelardements », autrement dit de duplications réinvesties dans l'univers pantagruélique. Cette forme de réécriture se caractérise fréquemment par un ancrage drolatique dans l'univers rabelaisien, une orientation guerrière des emprunts et un infléchissement scatologique. Par exemple, à propos de la diète de Gargantua, il introduit une liste de fromages qui reprend aussi bien des références sérieuses que plaisantes, reprenant les variétés décrites par le botaniste Hieronymus Bock et le cartographe Olaus Magnus tout en insérant des passages du Katzipori, un livre obscène de Michael Lindener (de). L'écrivain ne se livre donc pas uniquement à un travail lexicographique mais pratique un jeu d'érudition facétieuse, l'effet comique étant nourri par le télescopage formel et le jeu de reconnaissances avec le lectorat.

### Éditions anciennes
- Johann Fischart, Affenteurliche und Ungeheurliche Geschichtshrift vom Leben, rhaten und Thaten der for langer weilen Vollenwolbeschraiten Helden und Herren Grandgusier, Gargantua und Pantagruel..., Strasbourg, Bernhard Jobin, 1575 [exemplaire numérisé à la Bayerische Staatsbibliothek München :P.o.gall.1769d]
- Johann Fischart, Affenteurliche Naupengeheurliche Geschichtsklitterung. Von Thaten und Rhaten der vor kurtzen langen unnd je weilen Vollenwolbeschreiten Helden und Herren Grandgusier, Gargantoa und Pantagrul, Königen inn Utopien..., Strasbourg, Bernhard Jobin, 1582. [exemplaire numérisé à la Staatsbibliothek zu Berlin, Preussicher Kulturbesitz : 19ZZ3244] Lire en ligne
- Johann Fischart,Affenteurliche Naupengeheurliche Geschichtsklitterung Von Thaten und Rhaten der vor kurtzen langen unnd je weilen Vollenwolbeschreiten Helden und Herren Grandgoschier Gorgellantua und deß deß Eiteldurstlichen Durchdurstlechtigen Fürsten Pantagruel von Durstwelten..., 1590,  Strasbourg, Bernhard Jobin, 1582. [exemplaire numérisé à la Universitäts- und Landesbibliothek Saschen-Anhalt, Halle/Salle :Dd824 (1)] Lire en ligne.

### Éditions modernes
- Johann Fischart, Geschichtklitterung (Gargantua). Text der Ausgabe letzter Hand von 1590. Mit einem Glossar hrsg. v. Ute Nyssen. 2 Bde. Rauch, Düsseldorf, 1963

- Johann Fischart, Affentheurlich Naupengeheurliche Geschichtklitterung, Eichborn, Frankfurt am Main 1997, Reihe Die Andere Bibliothek,  (ISBN 3-8218-4151-6)

### Études
- (en) Florence M. Weinberg, Gargantua in a convex mirror : Fischart's view of Rabelais, New York, Peter Lang, 1986

- (de) Hugo Sommerhalder, « Die Geschichtsklitterung », dans Johann Fischarts Werk. Eine Einführung, Berlin, De Gruyter, coll. « Quellen und Forschungen zur Sprach- und Kulturgeschichte der germanischen Völker », 2018 (1re éd. 1960) (ISBN 978-3-11-082992-1), p. 52-79

- (de) Rüdiger Zymner, « Zur Geschichtsklitterung », dans Manierismus. Zur poetischen Artistik bei Johann Fischart, Jean Paul und Arno Schmidt, Schöningh, 1995 (ISBN 978-3-50-679838-1), p. 86-167

- Monique Samuel-Scheyder, « Alsace (littérature, XVIe siècle) », dans É. Décultot, M. Espagne et J. Le Rider (dir.), Dictionnaire du monde germanique, Paris, Bayard, 2007 (ISBN 9782227476523), p. 33-35

- (en) Florence M. Weinberg, « Fischart's Geschichtklitterung : A Questionable Reception of Gargantua », The Sixteenth Century Journal, vol. 13, no 3,‎ 1982, p. 22-35 (lire en ligne)